# Brigitte Lückert
Brigitte Lückert (* 15. Februar 1943 in Breslau; † 20. Mai 2020 in Bremerhaven) war eine deutsche Pädagogin und Politikerin (SPD) in Bremerhaven.

## Biografie

### Familie, Ausbildung und Beruf
Lückert studierte Pädagogik. Mehr als 20 Jahre war sie seit Mitte der 1980er-Jahre als Oberstudiendirektorin die Rektorin der Humboldtschule Bremerhaven. 2008 wurde sie pensioniert.
Lückert war verheiratet; sie hatte Kinder und Enkelkinder.

### Politik
Lückert trat 1971 in die SPD ein. Sie war Mitglied im SPD-Unterbezirksvorstand von Bremerhaven, Unterbezirksdelegierte, Mitglied im Landesvorstand der SPD Bremen, SPD-Landesdelegierte, Mitglied im Landesvorstand der SPD-Arbeitsgemeinschaft für Bildung (AfB) und Mitarbeiterin in der Arbeitsgemeinschaft Sozialdemokratischer Frauen (ASF).
Von 2008 bis 2015 war sie ehrenamtliche Stadträtin für den Bereich Gesundheitsamt (Dezernat VIII) im Magistrat der Seestadt Bremerhaven.
Von Juli 2015 bis Juni 2019 war sie Stadtverordnetenvorsteherin der Bremerhavener Stadtverordnetenversammlung.

### Weitere Mitgliedschaften
- Landesmedienausschuss der Bremischen Landesmedienanstalt